# Erica-Cody
Pour les articles homonymes, voir Erica (homonymie) et Cody.
Erica-Cody Kennedy Smith (née le 27 juillet 1996 à Dublin) est une chanteuse irlandaise.

## Carrière
Pendant son séjour à la Billie Barry Stage School, elle donne son premier concert à 15 ans en tant que première partie de WizKid. Elle sort Addicted en 2017. Erica-Cody joue dans Longitude, Electric Picnic, et est choriste de Jessie J et En Vogue en 2018. Elle sort son EP Leoness en avril 2019. Son style est proche de celui de TLC et Aaliyah. Elle est l'une des artistes présentées dans Hot Press en avril 2020.
Les expériences de racisme de Cody en Irlande l'amènent à lancer une campagne intitulée Don't Touch My Hair (DTMH). En 2020, Cody participe aux manifestations Black Lives Matter à Dublin et parle publiquement du racisme qu'elle et d'autres à la peau noire ont vécu en Irlande. Elle explique comment la famille de son père en Amérique fut affectée par le racisme et les préjugés. Elle est nommée l'une des "femmes à regarder" par Irish Country Magazine en 2020.
En 2020, Cody fait partie d'un collectif irlandais de chanteuses et musiciennes Irish Women in Harmony, qui enregistre une version de la chanson Dreams des Cranberries au profit de l'association caritative Safe Ireland, qui lutte contre la violence domestique pour donner les moyens de gérer les cas dus au confinement lié au COVID-19. Des portraits d'elle, pris pendant le confinement au printemps 2020, sont publiés dans le livre Twilight Together: Portraits of Ireland at Home de la photographe Ruth Medjber.
Cody fait une apparition dans un épisode de la série Netflix Destin : La Saga Winx en 2021.
En 2022, Cody apparaît dans la cinquième saison de la version irlandaise de Dancing with the Stars. Elle atteint la finale du concours avec son partenaire professionnel, Denys Samson, terminant deuxième derrière la jockey Nina Carberry et son partenaire Pasquale La Rocca.
En 2024, elle signe avec Universal Music Group Ireland. Elle est sélectionnée pour participer à la finale de la sélection de l'Irlande au Concours Eurovision de la chanson 2024 avec la chanson Love Me Like I Do et termine finalement quatrième.